# Tomislav Ladan
Tomislav Ladan (Ivanjica, 25. lipnja 1932. – Zagreb 12. rujna 2008.), hrvatski leksikograf, etimolog, prevoditelj, književni kritičar i književnik. 

## Životopis
Ladan je rođen u Ivanjici, gdje je njegov otac činovnik bio premješten za kaznu zbog političke privrženosti Stjepanu Radiću i Hrvatskoj seljačkoj stranci. Svoje djetinjstvo i školovanje je proveo u Bosni i Hercegovini, gdje je diplomirao jugoslavistiku na Filozofskom fakultetu Sveučilišta u Sarajevu 1958. godine. Dok je studirao na njega su veliki utjecaj ostavili Rikard Kuzmić, Henrik Barić koji su uz Matu Džaja odgovorni za Ladanovo usmjerenje prema filologiji. Za vrijeme filoloških studija podjednako se posvetio proučavanju klasičnih jezika uz slavistiku i germanistiku. 
Nakon diplomiranja, kako nije, unatoč svojoj želji, dobio radno mjesto na Filozofskom fakultetu u Sarajevu, radio je neko vrijeme kao privatni predavač, tumač, novinar, urednik za stranu književnost u izdavačkom poduzeću, sve dok se na osobni poziv Miroslava Krleže 1961. ne zapošljava u Leksikografskom zavodu u Zagrebu, današnjem Leksikografskom zavodu Miroslav Krleža, gdje će ostati do posljednjih dana.
Putovao je u mnoge europske i izvaneuropske zemlje (Egipat, Kanada, Island, Kina) kao tumač ili predavač, ili radi proučavanja živih jezika i leksikografije. Uredno djeluje kao esejist, kritik, prozaik, prevoditelj i leksikograf, koji je za četvrt stoljeća u LZ "Miroslav Krleža" napisao stotine enciklopedijskih jedinica s područja kroatistike, opće etimologije, skandinavistike, te engleske i njemačke književnosti.
Bio je član Vijeća za normu hrvatskoga standardnog jezika. Preminuo je u 76. godini života nakon duge i teške bolesti.

## Književni rad
Znatan dio Ladanova rada zauzimaju prijevodi pjesničkih, dramskih, proznih i filozofskih djela s grčkog, latinskog, engleskog, njemačkog, švedskog i norveškog. Tako je preveo sa starogrčkog dijelove Biblije (Evanđelja), Eshilovu "Orestiju", Euripidovu "Medeju"; Aristotelovu "Metafiziku", "Nikomahovu Etiku", "Fiziku" i "Politiku"; s latinskog djela hrvatskih latinista, Ovidija, Descartesa, Dantea, Petrića, Aurelija Augustina; s njemačkog "Sagu o Niebelunzima"; sa švedskog djela Bergmana i Strindberga; s norveškoga Henrik Ibsena; s engleskog razna djela T. S. Eliota, E. Pounda, W. Shakespearea, te po jedno djelo Normana Mailera, Virginije Woolf, Jamesa Jonesa, Vladimira Nabokova, Herberta Marcusea i Maxa Horkheimera. 
U uvodnoj rečenici ovoga kratkog predgovora rečeno je o Tomislavu Ladanu da je "esejist, kritičar, polihistor, prozaik i prevoditelj". Već bi i s obzirom na tako široko ocrtan profil ovaj suvremeni klasik književnog znanstva i književnosti zasluživao opširnu monografiju, u kojoj bi se potanko analizirale sve osobine što ih posjeduju tako razvrstani tipovi književnog stvaraoca. Pa premda individualnost pisca nije moguće dijeliti - nedjeljivost je još po drevnoj Boetijevoj odredbi jedno od bitnih obilježja individualnosti - preglednost nam nalaže takav postupak, sve ako će rečeni združeni tipovi biti tek naznačeni u najkraćim crtama.
Ladanovi radovi koji imaju za temu jezikoslovlje, jezikoznanstvo i jezikotvorstvo nisu brojni, ali su zato veoma utjecajni. Odnosi se to poglavito na oštru kritiku takozvani "rječnika dviju Matica", naslovljenu "Centaurski rječnik centaurskog jezika"; temeljnu studiju o hrvatskome standardnom jeziku "Hrvatska književna koine", 1971., te na golemu poligrafiju "Riječi: značenje, uporaba, podrijetlo", u kojoj razlaže, na sustavan način i na preko 1100 stranica, sve temeljne pojmove ljudskoga opstojanja preko etimologije u hrvatskom i glavnim europskim i svjetskim jezicima-od Boga do globalizacije. Drugo izdanje ovog djela izašlo je pod ponešto promijenjenim naslovom "Život riječi: etimologija i uporaba" na skoro 1300 stranica 2009. godine.
Jedini Ladanov roman "Bosanski grb" (1975.) intelektualistička je proza koja jedva može zadovoljiti kriterije "romana", čak i u postmodernističkoj poetici. Iako protkana motivima hrvatske sudbine na prostorima središnje Bosne (Kupres, Travnik, Livno,..), ova virtuozna konstrukcija je zapravo bliža "anatomijama" ili hibridnim kompozicijama renesansnih pisaca poput Roberta Burtona ili Rabelaisa, no reperspektivizirana eksperimentalnim žarom Joycea i svjesnom gradnjom i razgradnjom mikromotiva, ironiziranjem klišea "pripovjedačke Bosne" i poigravanjem stilističkim izričajima - od uzvišenoga do opscenog. Moglo bi se reći da je glavni "junak" (ako se uopće može govoriti u tim kategorijama) "Bosanskoga grba" - hrvatski jezik.
Kao esejist, Tomislav Ladan je našao svoj pravi genre. Enciklopedijsko znanje i analitička strast najbolje dolaze do izražaja u slobodnoj formi eseja, u kojoj se stapaju aforistička oštroumnost, ludička zaigranost mogućnostima jezika te autorov spisateljski vitalizam: Ladan je "strpao" u eseje obilje raznorodnih tema, od uloge psovke u književnosti i dominantnih svjetonazora europskoga srednjovjekovlja do meditacije o umiranju i smrtnosti. Po svom habitusu nesklon tradicionalnim književnim žanrovima (poeziji, drami, romanu), Ladan se suvereno izražava u mediju u kojemu se stapaju "rubni" književni izrazi kao esej, aforizam, kritika i slobodna poligrafija. U kritici je dao sjajne raščlane klasika kao što su Broch, Musil i Faulkner, dok je hrvatsku (i srpsku, kao i bošnjačku) književnost zadužio preobiljem analiza kojima je podvrgao i mnoge potpuno marginalne književne uratke - često na konsternaciju "objekata" književne anatomije ovoga nepodmitljivoga kritika.

## Djela
- Zoon graphicon, Sarajevo, 1962.
- Premišljanja, Zagreb 1964.
- U škarama, Zagreb 1965.
- Ta kritika, Zagreb 1970.
- Bosanski grb, roman, Zagreb 1975.
- Pjesništvo, pjesme, pjesnici, Zagreb 1976.
- Parva mediaevalia, Zagreb 1983.
- Izabrana djela, PSHK, knj. 157/III, Zagreb 1991.
- Riječi: značenje, uporaba, podrijetlo, Zagreb 2001. (2. izdanje Život riječi : Etimologija i upotreba, Zagreb 2009.)
- Etymologicon: tumač raznovrsnih pojmova, Zagreb 2006.

### Prijevodi
- Ovidije, Ljubavi, Umijeće ljubavi i Lijek od ljubavi, Zagreb: Znanje, 1973.
- Saga o Nibelunzima, Zagreb: Znanje, 1975.
- Aristotel: Nikomahova etika: prijevod s izvornika, bilješke i rječnik nazivlja, Zagreb: Sveučilišna naklada Liber, 1982.
- Aurelije Augustin, O državi Božjoj Sv.1, Zagreb: Kršćanska sadašnjost, 1982.
- Aristotel: Metafizika: prijevod s izvornika i sedmojezični tumač temeljnih pojmova (grčki, latinski, engleski, francuski, njemački, ruski, novogrčki), Zagreb: Sveučilišna naklada Liber, 1985.
- Aristotel: Fizika: prijevod s izvornika i sedmojezični tumač temeljnih pojmova (grčki, latinski, engleski, francuski, njemački, ruski, novogrčki), Zagreb: Sveučilišna naklada Liber, 1987.
- Aristotel: Politika: prijevod s izvornika i sedmojezični tumač temeljnih pojmova (grčki, latinski, engleski, francuski, njemački, ruski, novogrčki), Zagreb: Globus, 1988.
- Descartes: Razmišljanja o prvoj filozofiji, Zagreb: Demetra, 1993.
- Aurelije Augustin, O državi Božjoj Sv. 2, Zagreb: Kršćanska sadašnjost, 1995.
- Aurelije Augustin, O državi Božjoj Sv. 3, Zagreb: Kršćanska sadašnjost, 1996.

## Nagrade
- 1971. Nagrada Ivan Goran Kovačić
- 2009. Nagrada Kiklop
- 2011. Nagrada Kiklop

## Vanjska poveznica
- Tomislav Ladan
- Nataša Bašić: U spomen- Tomislav Ladan